# Skandinaviska Enskilda Banken
Skandinaviska Enskilda Banken (SEB) er en svensk bank, oprettet i 1856. Banken omsætter for 37,69 mia. SEK (2011) og beskæftiger 17.633 ansatte (2011). Hovedsædet er beliggende i Stockholm, og banken har aktiviteter i 20 lande med Norden, Baltikum og Tyskland som hovedmarkeder. 
SEB har været på det danske marked siden 1994 og har her omkring 400.000 kunder. På verdensplan serviceres over 4 millioner privat- og erhvervskunder. Siden 2010 har bankens danske domicil været beliggende tæt ved havnefronten i Bernstoffsgade 50 i København.

## SEB Pension
I Danmark opkøbte Skandinaviska Enskilda Banken i 2004 Codans pensionsforsikringsselskab, der delvist var baseret på Codans opkøb i 1993 af Hafnia Forsikrings pensionsselskab.
Skandinaviska Enskilda drev det danske pensionsforsikringsselskab under navnet SEB Pensionsforsikring A/S. Selskabet blev et af Danmarks største kommercielle pensionsselskaber med mere end 100 mia. kr. i pensionshensættelser. SEB Pensionsforsikring blev imidlertid i december 2017 overtaget af det af Danske Bank ejede pensionsselskab Danica Pension.